# Liu Jun (cestista)
Liu Jun (劉軍S, Liú JūnP; 15 ottobre 1969) è un'ex cestista cinese.

## Carriera
Con la Cina ha disputato due edizioni dei Giochi olimpici (Barcellona 1992, Atlanta 1996) e i Campionati del mondo del 1994.